# Перевал (літературна група)
Перевал — всесоюзне об'єднання робітничо-селянських письменників, яке існувало в 1923—1932 роках.

## Історія
Організовано під керівництвом Олександра Воронського при створеному ним журналі «Красная новь». При цьому сам Воронский в групу формально не входив, головою її незмінно був Микола Зарудін.
Спочатку об'єднувала молодих поетів (Михайло Свєтлов, Михайло Голодний, Олександр Ясний та ін.), що відкололися від «Молодої гвардії» і «Жовтня». Група оформилася в кінці 1923 — початку 1924 року і отримала назву за статтею Воронського «На перевалі» (опублікована в листопаді 1923), в якій проголошувався перехід від сучасної «убогоюї» літератури до прийдешньої комуністичної.